# Orientales de Humacao
Le Orientales de Humacao furono una franchigia pallavolistica femminile di Porto Rico, con sede a Humacao.

## Storia
Le Orientales de Humacao vengono fondate nel 2012, quando la città di Humacao rileva il titolo dalla città di Carolina e dalle Gigantes de Carolina, poco dopo rifondate con nuovo assetto societario. Nella stagione 2013 debuttano nella Liga de Voleibol Superior Femenino, classificandosi al settimo posto in regular season, per poi uscire di scena ai quarti di finale dei play-off. Nella stagione seguente la squadra si classifica al quinto posto nella stagione regolare, uscendo nuovamente di scena ai quarti di finale dei play-off. Dopo aver saltato il campionato 2015 per difficoltà economiche, nel campionato seguente la franchigia torna ad essere attiva.
Per la Liga de Voleibol Superior Femenino 2019 e 2020 la franchigia ottiene nuovamente una dispensa, saltando la stagione. Nel 2021, nel tentativo di evitare una terza dispensa consecutiva che avrebbe comportato la scomparsa definitiva della franchigia, la società cede i propri diritti di partecipazione alla città di Gurabo, dove avrebbero dovuto prendere vita le Ladyhawks de Gurabo; tuttavia, prima dell'inizio dell'annata, la franchigia annuncia il proprio ritiro, finendo quindi per scomparire dal panorama pallavolistico portoricano.